# Hamsili pilav
Hamsili pilav és un plat de peix i de pilav de la cuina turca, especialment de la regió de la Mar Negra, fet amb l'aladroc (hamsi) i arròs com ingredients bàsics.

## Elaboració
Els aladrocs es netegen bé i es deixen primer en un colador després sobre un paper o un drap per llevar-los l'aigua. Es posa oli de cuinar en una paella i s'hi fregeixen pinyons i "kuş üzümü" (panses de Corint). S'elabora un pilav (arròs pilaf a l'estil turc) i se li afegeixen els pinyons i les panses fregits. Els aladrocs s'obren en dues ales i es posen ordenadament, un al costat de l'altre, dins d'una safata, amb el pell dels peixos tocant la palla. S'omple d'aquest arròs la safata, a sobre dels peixos. Després l'arròs es cobreix igualment per la part superior amb aladrocs. Tot això es cuina dins d'un forn preescalfat.